# Wrocławskie Zakłady Elektroniczne Mera-Elwro
Wrocławskie Zakłady Elektroniczne „Elwro” (także Centrum Komputerowych Systemów Automatyki i Pomiarów „Mera-Elwro”) – istniejące w latach 1959–1993 zakłady zlokalizowane przy ul. Aleksandra Ostrowskiego 30 na wrocławskim Grabiszynie, produkujące urządzenia elektroniczne, między innymi komputery mainframe serii Odra i RIAD, osprzęt komputerowy – m.in. pamięci ferrytowe, kalkulatory (w tym pierwszy polski kalkulator biurowy Elwro 105LN), elementy elektroniki użytkowej (do radioodbiorników i telewizorów) i wojskowej. Przy tej samej ulicy, pod numerem 22, istniało też przyzakładowe technikum elektroniczne, tzw. EZN (Elektroniczne Zakłady Naukowe), przeniesione na ulicę Braniborską 57.

## Historia
7 maja 1957 w „Nowych Sygnałach” ukazał się artykuł autorstwa Wojciecha Dzieduszyckiego i inż. Stefana Rylskiego pt. Kupą Mości Panowie Telewidzowie, w którym zainicjowano społeczne działania – wobec braku takowych w „planach centralnych” – dla uzyskania dostępu do telewizji przez mieszkańców Dolnego Śląska. Powołano Społeczny Komitet Budowy Wrocławskiego Ośrodka Telewizji – miał on na celu m.in. budowę przekaźnika retransmitującego sygnał telewizyjny. Przewodniczącym komitetu został Bronisław Ostapczuk, natomiast najaktywniejszym działaczem okazał się być inż. Rylski, dzięki staraniom którego wybudowano funkcjonujący do dziś RTCN Ślęża. Niestety, emitowany sygnał nie mógł być odbierany z powodu braku telewizorów, których zakup był wówczas bardzo trudny – wtedy telewizory produkowano w Polsce wyłącznie w Warszawskich Zakładach Telewizyjnych. W marcu 1958 inż. Rylski opracował memoriał, który został przez Komitet przesłany ówczesnemu wicepremierowi Piotrowi Jaroszewiczowi. W wyniku tych działań 6 lutego 1959 Minister Przemysłu Ciężkiego Kiejstut Żemajtis powołał Wrocławskie Zakłady Elektroniczne T-21, zaś ich siedzibą były budynki starej zrujnowanej cukrowni przy ul. Obornickiej.
W zakładzie jednak nigdy nie uruchomiono produkcji wspomnianych telewizorów, zaś nazwa została bardzo szybko zmieniona na powszechnie znaną, pochodzącą od telegraficznego skrótu (ELektronika WROcławska).
Pierwszym rodzajem uruchomionej produkcji (wrzesień 1959) były obrotowe przełączniki kanałów do telewizorów produkowanych w Warszawie – co przez dwa lata stanowiło główne źródło dochodów fabryki. W latach 60. XX w. Elwro wytwarzało podzespoły do przetwarzania sygnału UKF – głowice z lampą elektronową ECC85 montowane w radioodbiornikach produkowanych przez Zakłady Radiowe Kasprzaka w Warszawie i Zakłady Radiowe Diora w Dzierżoniowie (również w modelach z zakresem fal CCIR eksportowanych do Wielkiej Brytanii i Kanady).
Jednak wizja rozwoju zakładu, przyjęta i realizowana przez dyrekcję, w tym dyrektora zakładów Mariana Tarnkowskiego, zakładała produkcję elektronicznych maszyn cyfrowych.

### Historia produkcji komputerów
- jesień 1959 – podjęcie współpracy naukowej z Zakładami Aparatów Matematycznych PAN (kier. Leon Łukaszewicz) i z Instytutem Badań Jądrowych PAN (opiekun naukowy Romuald Marczyński), polegającej głównie na szkoleniach[13]
- czerwiec 1961 – uruchomienie modelu maszyny cyfrowej Odra 1001 opartej na lampach elektronowych[14]
- grudzień 1961 – uruchomienie modelu lampowo-tranzystorowej Odry 1002; ostatecznie jednak obie maszyny nie weszły do seryjnej produkcji z powodu niskiej niezawodności[14]
- grudzień 1962 – uruchomienie produkcji lampowego UMC-1, opracowanego przez Zakład Konstrukcji Telekomunikacji i Radiofonii Politechniki Warszawskiej – w latach 1963–1964 wyprodukowano 25 szt. tych urządzeń[15]
- 1963 – dyrektorem zostaje Stefan Rylski; do użytku zostaje oddany budynek biurowy przy ul. Ostrowskiego; uruchomiono produkcję przyrządów pomiarowych[13]; utworzenie Pracowni Projektowej (od 1976 projektowanie było wspomagane komputerami)[16]
- styczeń 1964 – podjęcie seryjnej produkcji Odry 1003 – w latach 1964–1965 wyprodukowano 42 szt. tych urządzeń, które trafiły do odbiorców krajowych i zagranicznych[17]
- 1964 – włączenie do grupy przedsiębiorstw Zjednoczenia Przemysłu Automatyki i Aparatury Pomiarowej „Mera”[13]
- 1965–1966 – prace nad uruchomieniem seryjnej produkcji komputera ZAM-21 (projekt Instytutu Maszyn Matematycznych w Warszawie)[16]; badania przeprowadzone przez Komisję Oceny Maszyn Matematycznych wykazały zbyt dużą awaryjność i produkcja seryjna nie została podjęta[18]
- czerwiec 1965 – powstał pierwszy egzemplarz Odry 1013[19]
- 1966 – Odra 1013 została wdrożona do produkcji seryjnej – do roku 1967 wyprodukowano 84 sztuki tych maszyn[18]
- 1968 – utworzenie Biura Handlu Zagranicznego – tym samym Elwro stało się jednym z czterech polskich zakładów uprawnionych do samodzielnej działalności handlowej poza strukturami centrali handlu zagranicznego[20]; utworzenie Zakładu Techniki Wojskowej; dyrektorem został Jerzy Olczak[14]; powołanie Biura Obsługi Technicznej-Serwis i Ośrodka Szkoleniowego[16]
- 1972 – utworzenie Biura Generalnych Dostaw[16]
- 1975 – rozpoczęcie seryjnego montażu komputerów Jednolitego Systemu R-32[16].

Na przełomie lat 70. i 80. XX wieku zakłady podjęły produkcję konsoli TVG-10, stanowiącej klon gry Pong; szacuje się, że przez trzy lata do sprzedaży trafiło 9 tysięcy egzemplarzy urządzenia. W roku 1981 produkcję konsoli przejęło poznańskie Przedsiębiorstwo Polonijno-Zagraniczne Ameprod, produkując w około 3 lata 100 tysięcy konsol.
W 1986 roku zakłady wyprodukowały próbną serię komputerów osobistych Elwro 800 Junior do użytku w szkołach. Rozwiązanie to zostało zaaprobowane przez ekspertów zajmujących się edukacją oraz informatyką jako najlepsze do edukacji informatycznej. Od 1989 roku planowano rozpocząć produkcję komputerów wraz z oprogramowaniem na poziomie 30 tys. sztuk rocznie.
Zakłady w roku 1993 zostały sprywatyzowane i sprzedane niemieckiemu koncernowi Siemens, który uznał produkcję we Wrocławiu za nieopłacalną i zlikwidował fabrykę, wyburzając większość hal produkcyjnych. Większość pracowników zwolniono za ich zgodą w zamian za odprawy.
1 marca 2000, po siedmiu latach zarządzania przez Siemensa, wykupiła je w całości amerykańska firma telekomunikacyjna Telect.

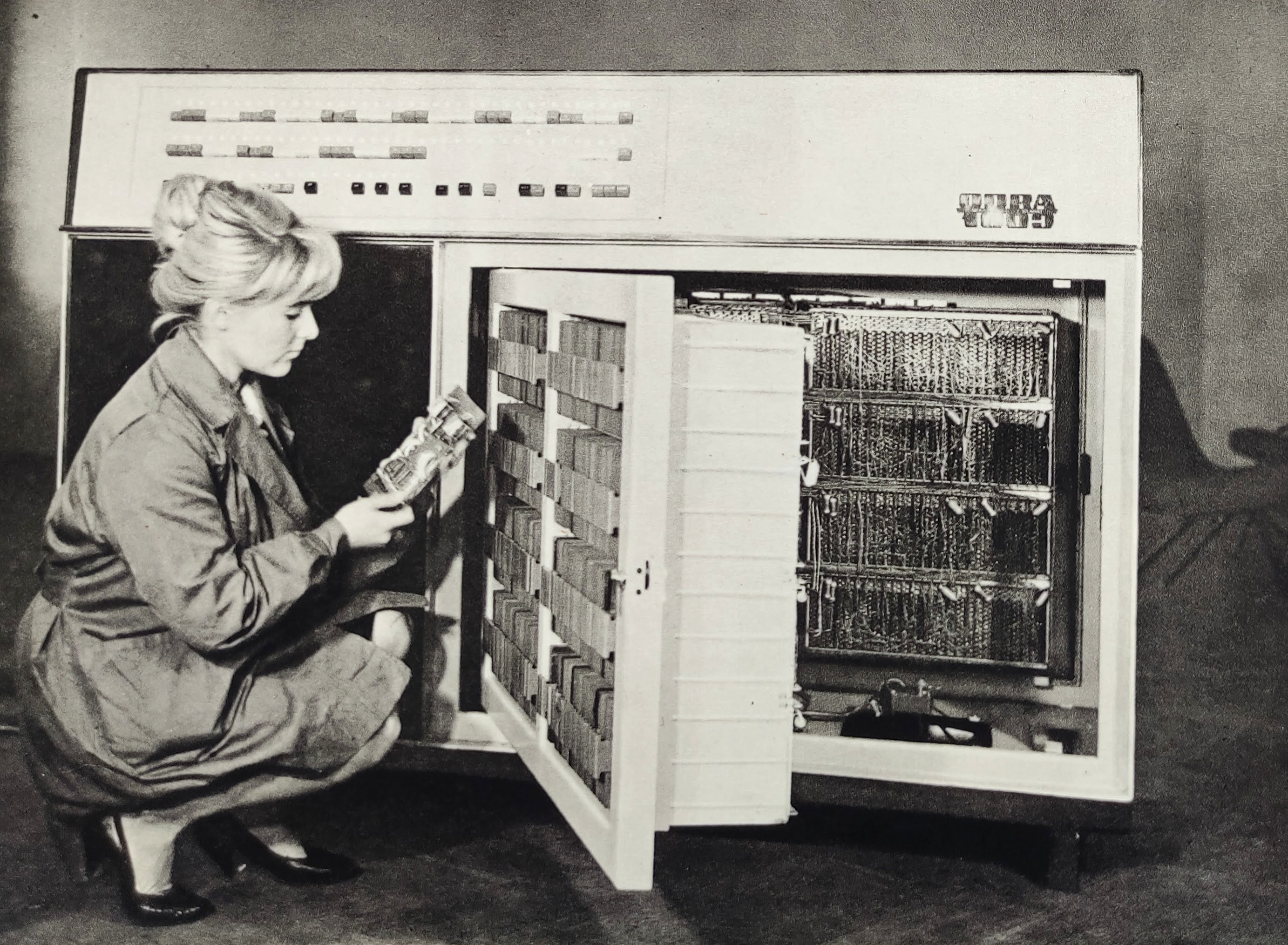
Odra 1003, pierwszy produkt seryjny
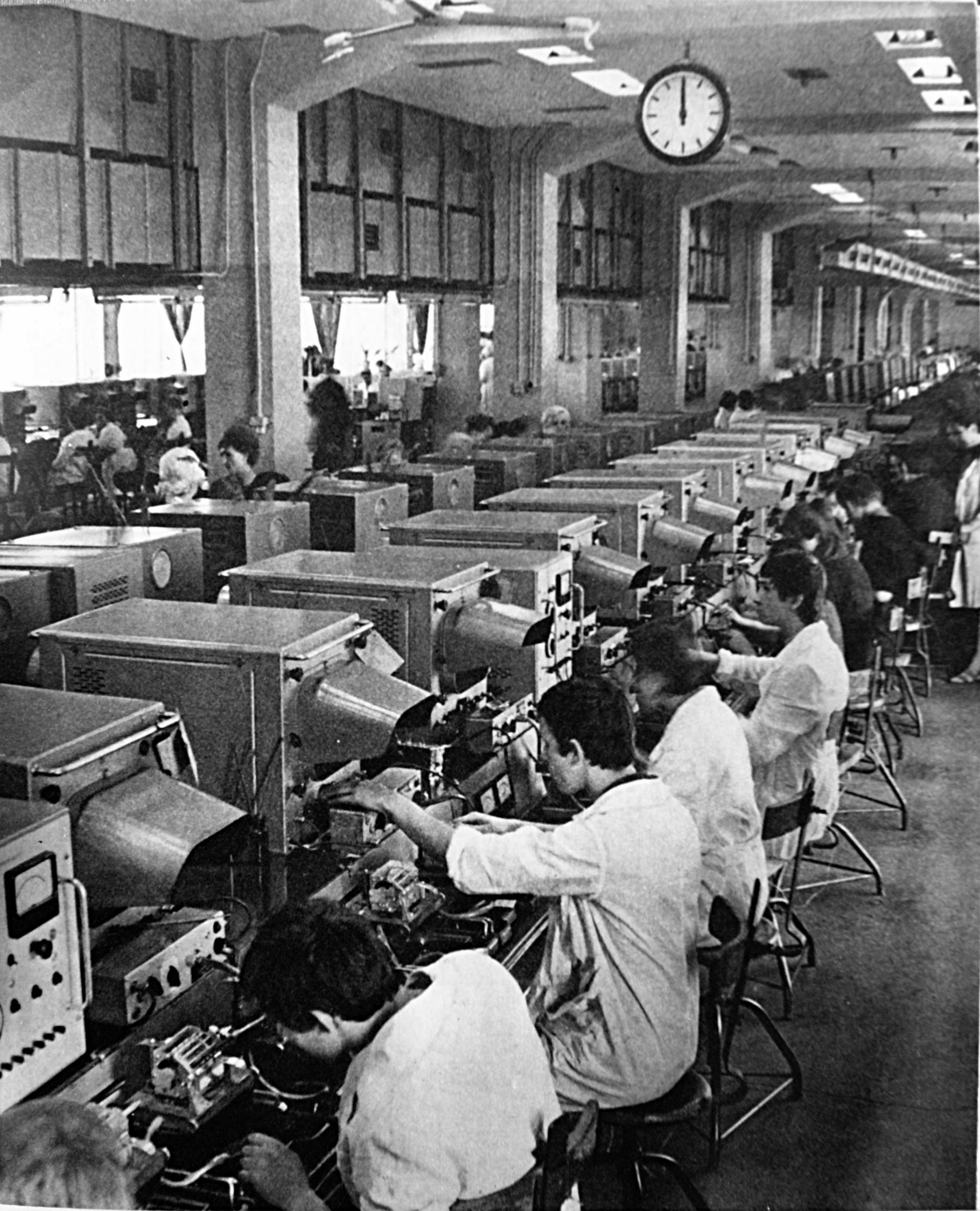
Linia strojenia przełączników telewizyjnych przed 1969 r.
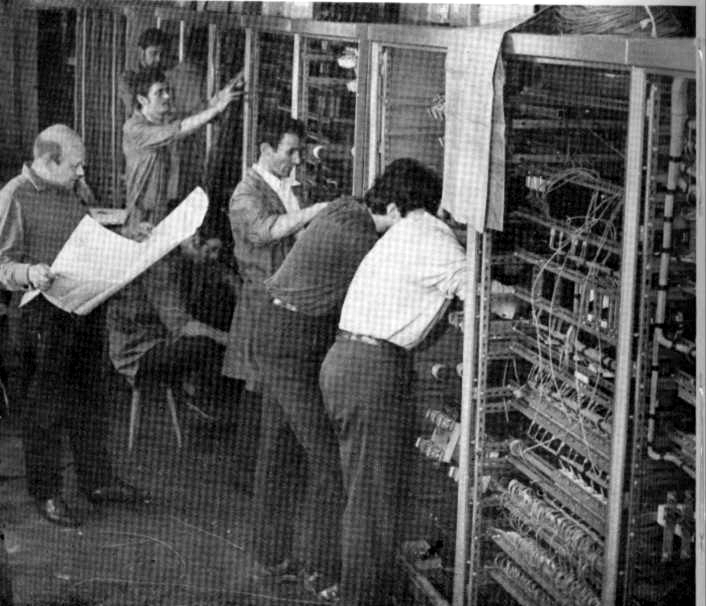
Kompletowanie aparatów części centralnej elektronicznej automatyki analogowej systemu URS
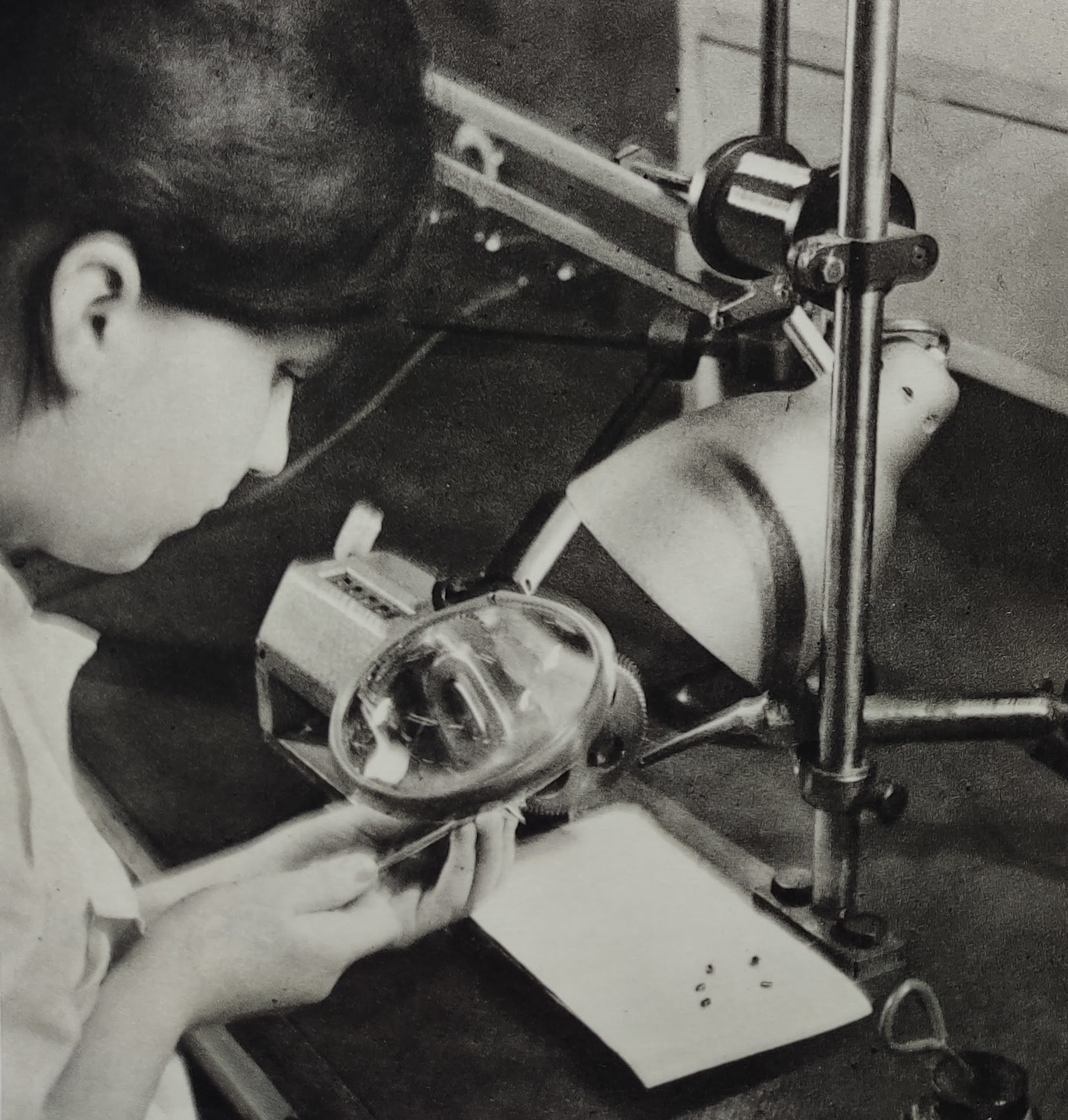
Montaż podzespołów do maszyn cyfrowych

| ZD EUREKA |

| Pracownia Projektowa |

| OBR |

| OBR |

| BHZ |

| Pracownia Projektowa |

| Instytut |

| BHZ |

| Pracownia Projektowa |

| Pracownia Projektowa |

| Pracownia Projektowa |

| BHZ |

| OBR |

| BHZ |

## Ważniejsze produkty
- komputery:
  - mainframe: UMC-1[24][16], Odra 1001[3], Odra 1002[3], Odra 1003[3][24][16], Odra 1013[24][16], Odra 1103[16]
  - mainframe: Odra 1204[3][24][16]
  - mainframe: Odra 1304[3][25][16], Odra 1305[3][25][24], Odra 1325[3][25][24], RODAN 10 (mobilna, wojskowa wersja Odry 1325)[25]
  - mainframe: R-32 (EC-2032) z rodziny RIAD R1, R-34 (EC-2034) z rodziny RIAD R2
- komputery analogowe rodziny ELWAT
- mikrokomputery: Elwro 800 Junior, Elwro 500, Elwro 600
- procesory teleprzetwarzania EC-8371.01 dla komputerów z rodziny RIAD
- kalkulatory: Elwro 105LN, Elwro 140, Elwro 144, Elwro 180, Elwro 255L, Elwro 440, Elwro 441 Bolek, Elwro 442LC Jacek, Elwro 480, Elwro 481 Lolek, Elwro 482
  - kalkulatory drukujące:, Elwro 240, Elwro 255L, Elwro 330, Elwro 343
- organki elektroniczne Elwirka

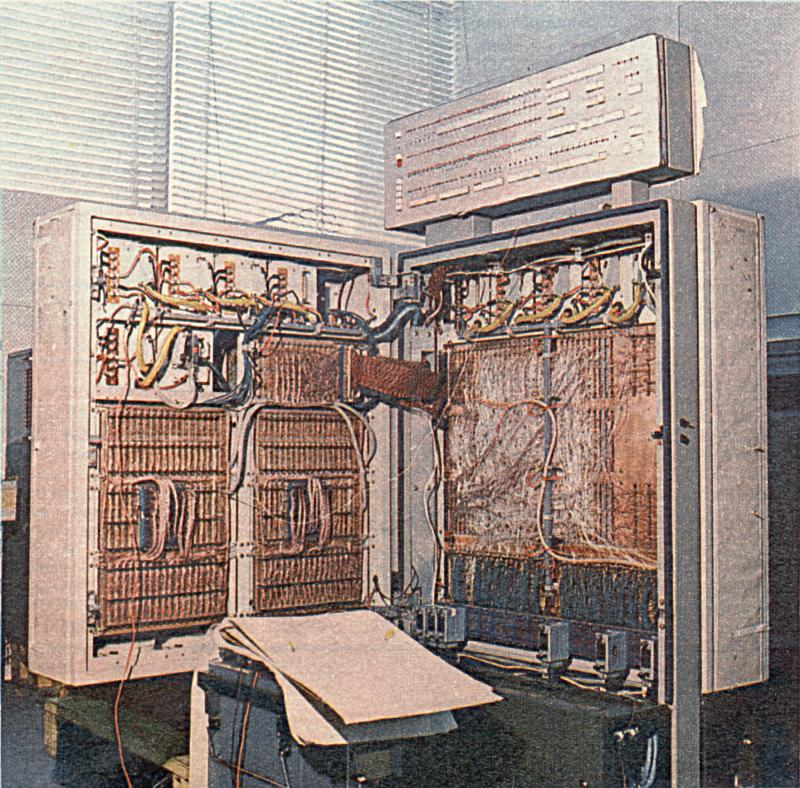
Odra 1305 (otwarta jednostka centralna)
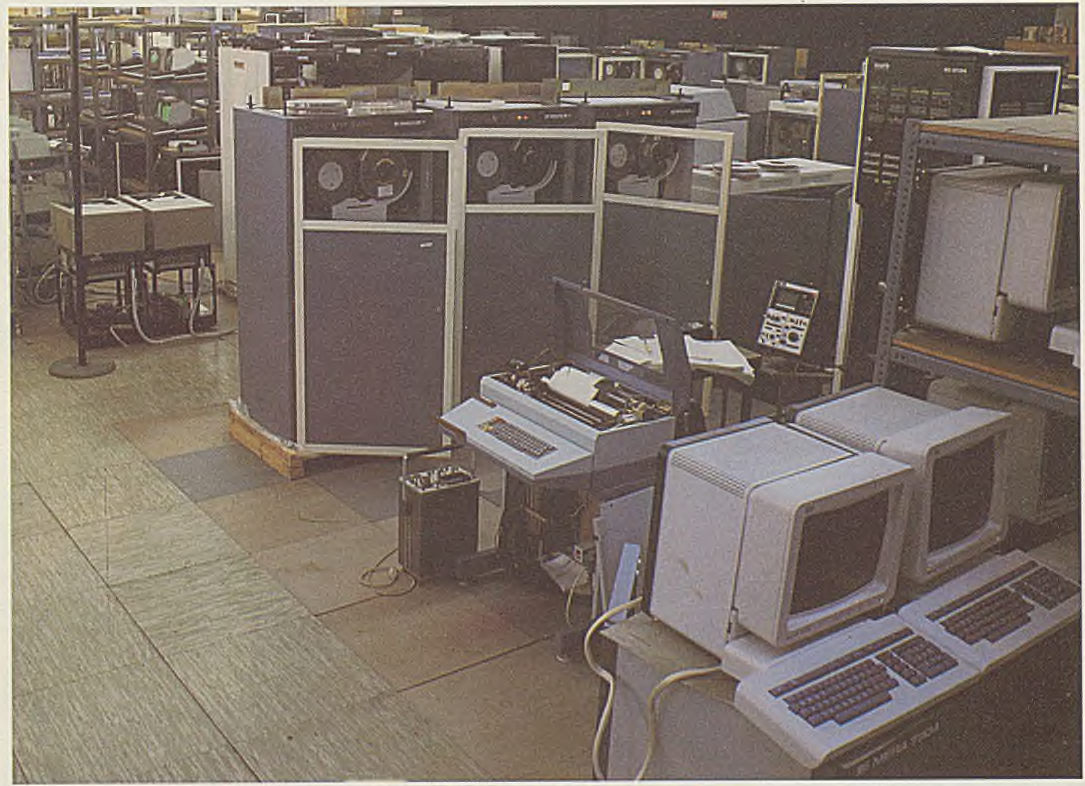
Monitory ekranowe i pamięci taśmowe
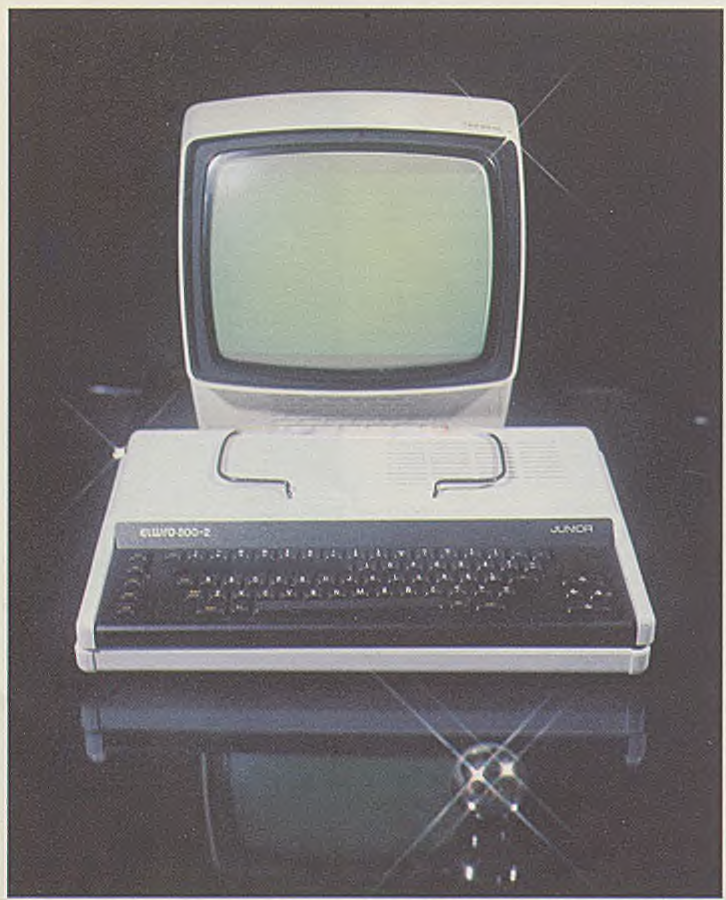
Elwro 800 Junior
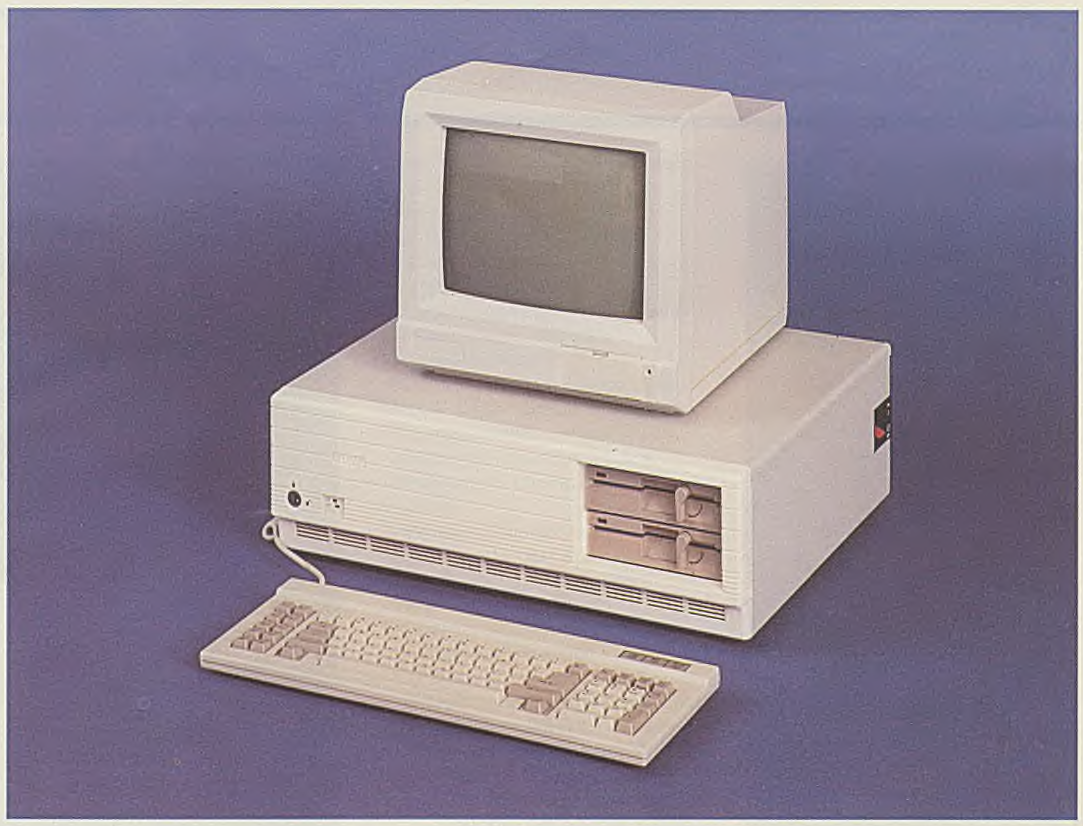
Elwro 801AT